# Bondy
Bondy (franskt uttal: [bɔ̃di]
 ( lyssna)) är en kommun i departementet Seine-Saint-Denis i regionen Île-de-France i norra Frankrike. Kommunen ligger i kantonen Bondy som tillhör arrondissementet Bobigny. År 2022 hade Bondy 51 066 invånare.

## Befolkningsutveckling
| Befolkningsutvecklingen i Bondy 1968–2021 | Befolkningsutvecklingen i Bondy 1968–2021 | Befolkningsutvecklingen i Bondy 1968–2021 | Befolkningsutvecklingen i Bondy 1968–2021 | Befolkningsutvecklingen i Bondy 1968–2021 |
| ----------------------------------------- | ----------------------------------------- | ----------------------------------------- | ----------------------------------------- | ----------------------------------------- |
|                                           |                                           |                                           |                                           |                                           |
| År                                        |                                           |                                           | Folkmängd                                 |                                           |
| 1968                                      | 1968                                      |                                           | 51 652                                    |                                           |
| 1975                                      | 1975                                      |                                           | 48 333                                    |                                           |
| 1982                                      | 1982                                      |                                           | 44 301                                    |                                           |
| 1990                                      | 1990                                      |                                           | 46 676                                    |                                           |
| 1999                                      | 1999                                      |                                           | 46 826                                    |                                           |
| 2007                                      | 2007                                      |                                           | 53 159                                    |                                           |
| 2015                                      | 2015                                      |                                           | 53 439                                    |                                           |
| 2021                                      | 2021                                      |                                           | 52 905                                    |                                           |